# Stary Kocin
Stary Kocin – wieś w Polsce położona w województwie śląskim, w powiecie częstochowskim, w gminie Mykanów.
W latach 1975–1998 miejscowość administracyjnie należała do województwa częstochowskiego.

## Położenie
Wieś leży nad rzeką Czarną Okszą, od tego fragmentu nazywaną Kocinką.

## Części wsi
| SIMC    | Nazwa      | Rodzaj     |
| ------- | ---------- | ---------- |
| 1001616 | Dżystka    | część wsi  |
| 0139057 | Parcele    | część wsi  |
| 0139063 | Przedkocin | przysiółek |

## Potyczka pod Kocinem
3 października 1863 roku podczas powstania styczniowego, pomiędzy Kocinem, Ostrowami, a Nowym Folwarkiem doszło do starcia z kolumną wojska rosyjskiego dowodzoną przez Pisankę. Pod naczelnym dowództwem kapitana Jana Przybyłowicza powstańcy zorganizowali się w 3 małe oddziałki po 30 ludzi. Przeciw dwom połączonym oddziałkom porucznika Konstantego Kraszewskiego i podporucznika Franciszka Ciszewskiego (Ciszkowskiego lub Cieszewskiego), liczącym razem 70 ochotników, wysłali Rosjanie na wiadomość o egzekucji w Dźbowie, kilka kolumn, razem około 800 ludzi z Wielunia, Krzepic i innych miejscowości. Pod Kocinem Rosjanie posiadali 130 kozaków i półtorej roty piechoty. Przez dwie godziny garstka powstańców mężny stawiała opór, lecz ostatecznie ulec musiała liczebnej przewadze nieprzyjaciela. Poległo 15 powstańców na polu boju, 23 było rannych, a 17 dostało się do niewoli, między nimi podoficer (podporucznik?) Szefer (Feter), powieszony natychmiast przez Rosjan. Ciszewski broniąc się do końca, poległ okryty siedemnastoma ranami. Ciała rannych były bardzo zeszpecone, ponieważ Rosjanie rannym podrzynali gardła. Niedobitki oddziału zdołały z bronią z bronią w ręku przedrzeć się przez szeregi rosyjskie, broniąc się kolbami i bagnetami. 
Spieszącego z rozkazu naczelnika woj. powiatu wieluńskiego ku Kocinowi w celu połączenia się z Kraszewskim i Ciszewskim, Jana Przybyłowicza, tegoż dnia pochwycili Rosjanie w Nowym Folwarku. Następnego dnia Rosjanie pojmali w Zagórzu Kraszewskiego, gdy starał się zebrać rozproszony oddziałek. Obu 12 października powieszono w Dźbowie, wraz z szeregowcem Kondrateńką, Rosjaninem, który walczył po stronie powstańców.